# ティレーノ〜アドリアティコ2006
ティレーノ〜アドリアティコ2006は、ティレーノ〜アドリアティコの41回目のレース。2006年3月8日から14日まで行われた。

## 日程
| 区間 | 月日 | スタート － ゴール                                 | km    | 区間1位                    | 区間2位                  | 区間3位            | 総合1位              |
| ---- | ---- | -------------------------------------------------- | ----- | -------------------------- | ------------------------ | ------------------ | -------------------- |
| 1    | 3/8  | ティヴォリ                                         | 167.0 | パオロ・ベッティーニ       | エリック・ツァベル       | トル・フースホフト | パオロ・ベッティーニ |
| 2    | 3/9  | ティヴォリ － フラスカーティ                       | 171.0 | パオロ・ベッティーニ       | エリック・ツァベル       | ミハイロ・ハリロフ | パオロ・ベッティーニ |
| 3    | 3/10 | アヴェッツァーノ － パリエータ                     | 183.0 | オスカル・フレイレ         | イゴル・アスタルロア     | リカルド・リッコ   | オスカル・フレイレ   |
| 4    | 3/11 | パリエータ － チヴィタノーヴァ・マルケ             | 219.0 | トル・フースホフト         | アレッサンドロ・ペタッキ | オスカル・フレイレ | オスカル・フレイレ   |
| 5    | 3/12 | セルヴィリアーノ(個人TT)                           | 20.0  | ファビアン・カンチェラーラ | ライフ・ホスト           | トーマス・デッケル | トーマス・デッケル   |
| 6    | 3/13 | サン・ベネデット・デル・トロント － サン・ジャコモ | 164.0 | レオナルド・ベルタニョッリ | アレッサンドロ・ペタッキ | リカルド・リッコ   | トーマス・デッケル   |
| 7    | 3/15 | カンプリ － サン・ベネデット・デル・トロント       | 166.0 | アレッサンドロ・ペタッキ   | ロビー・マキュアン       | パリデ・グリッロ   | トーマス・デッケル   |

## 最終成績
|    | 選手名                     | チーム名                 | 時間           |
| -- | -------------------------- | ------------------------ | -------------- |
| 1  | トーマス・デッケル         | ラボバンク               | 27時間50分04秒 |
| 2  | イェルク・ヤクシェ         | リベルティ・セグロス     | + 14秒         |
| 3  | アレッサンドロ・ペタッキ   | ランプレ・フォンディタル | + 20秒         |
| 4  | パオロ・サヴォルデッリ     | ディスカバリーチャンネル | + 40秒         |
| 5  | マイケル・ボーヘルト       | ラボバンク               | + 46秒         |
| 6  | レオナルド・ベルタニョッリ | コフィディス             | + 54秒         |
| 7  | イヴァン・バッソ           | チームCSC                | + 54秒         |
| 8  | ジョージ・ヒンカピー       | ディスカバリーチャンネル | + 56秒         |
| 9  | カルステン・クローン       | チームCSC                | + 58秒         |
| 10 | トム・ダニエルソン         | ディスカバリーチャンネル | + 59秒         |

- ポイント賞 - アレッサンドロ・ペタッキ
- 山岳賞 - ホセ・ホアキン・ロハス